# Schaumlöffel

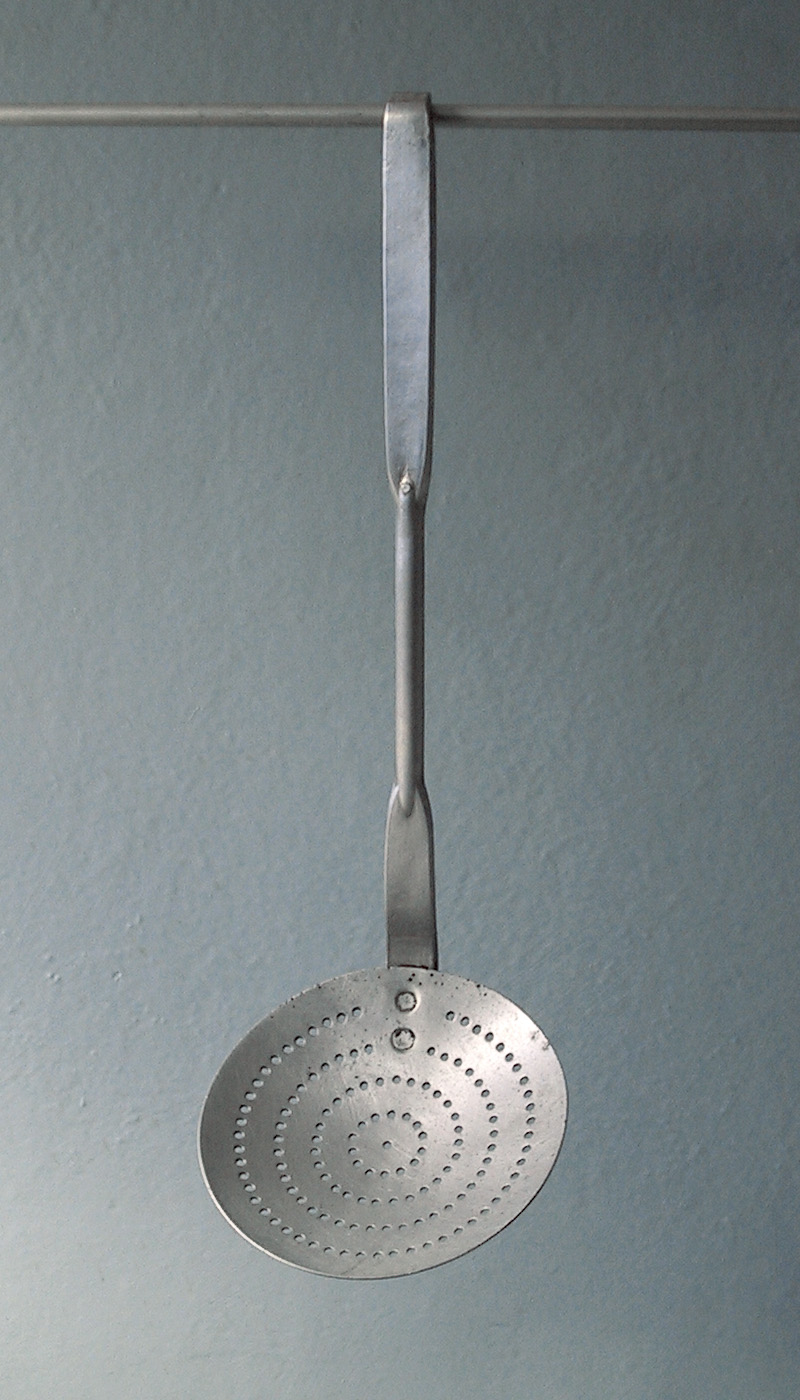
Schaumlöffel aus Aluminium

Ein Schaumlöffel oder eine Schaumkelle ist ein Küchenwerkzeug, mit dem der sich beim ersten Aufkochen bildende Abschaum aus Eiweiß und Schwebstoffen bei Brühen, Suppen und Saucen abgeschöpft wird. Er hat die Form einer flachen Suppenkelle, deren Boden regelmäßig gelocht oder einem Sieb vergleichbar mit Drahtgewebe versehen ist (dann wird er auch Sieb- oder Drahtlöffel genannt).
Abgesehen vom namengebenden Verwendungszweck werden Schaumlöffel allgemein benutzt, um feste Bestandteile aus einer Garflüssigkeit zu entnehmen, wie z. B. Klöße, blanchiertes Gemüse oder frittiertes Gebäck.

## Sieblöffel

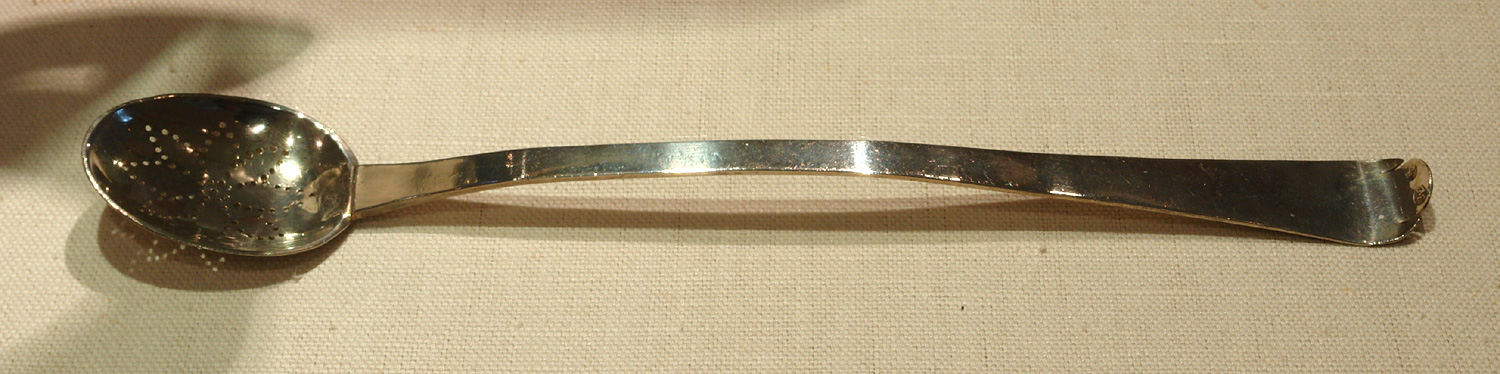
Ein 1696 gestifteter Sieblöffel im Bremer Dom-Museum

Zu den sakralen Gerätschaften zählten Sieblöffel – auch Colatorium genannt – bereits im 6. Jahrhundert und werden auch heute noch verwendet, um in den Abendmahlskelch gefallene Fremdkörper (z. B. Korkreste) zu entfernen (vgl. auch die Kelchlöffel).